# اووکی (اکلاهما)
اووکی(به انگلیسی: Okay) شهری در ایالت اکلاهما کشور ایالات متحده آمریکا است که جمعیت آن در سرشماری سال ۲۰۱۰ میلادی، ۶۲۰ نفر بوده‌است.